# 587 Hypsipyle
587 Hypsipyle este un asteroid din centura principală, descoperit pe 22 februarie 1906, de Max Wolf.

## Caracteristici
Asteroidul prezintă o orbită caracterizată de o semiaxă majoră egală cu 2,3346598 u.a. și de  o excentricitate de 0,1677312, înclinată cu 25,00290° în raport cu ecliptica.

## Denumirea asteroidului
Numele asteroidului face referință la regina Hypsipyle a insulei Lemnos, personaj din mitologia greacă. 